# Pianale Mercedes-Benz MRA
Il Modular Rear Architecture (MRA) è un pianale per automobili, progettato dal gruppo Daimler AG ed utilizzato a partire dal 2014 per la realizzazione di modelli di fascia alta e di lusso appartenenti alla gamma Mercedes-Benz.

## Caratteristiche
Si tratta di un pianale modulare previsto per le Mercedes-Benz di fascia media con schema meccanico a motore anteriore longitudinale e a trazione posteriore eventualmente ampliabile ad integrale. In generale, le soluzioni meccaniche relative al comparto sospensioni prevedono lo schema a quadrilateri deformabili per l'avantreno e lo schema multilink a cinque bracci per il retrotreno. Per quanto riguarda l'impianto frenante, sono previsti freni a disco su entrambi gli assi, autoventilanti all'avantreno per tutte le applicazioni ed anche al retrotreno per quelle più performanti.

### Evoluzione
La prima applicazione a sfruttare il pianale MRA è stata la Classe C di quarta generazione, a cui seguiranno altre applicazioni Mercedes-Benz di fascia alta. Nel 2020 questo pianale ha subito alcuni aggiornamenti cambiando sigla in MRA2.

### Vetture basate sul pianale MRA
| Versione del pianale | Modello                         | Immagine | Anni di produzione | Carrozzerie                             | Linea di assemblaggio |
| -------------------- | ------------------------------- | -------- | ------------------ | --------------------------------------- | --- |
| MRA                  | Mercedes-Benz Classe C (W205)   |          | 2014-21            | Berlina 3 volumi, SW, coupé e cabriolet | Brema (D), Pechino (CN) Tuscaloosa (Alabama, USA) East London (ZA) Pekan (MAL), Bogor (RI) Samut Prakan (T) Ho Chi Minh (VN) |
| MRA                  | Mercedes-Benz Classe GLC (X253) |          | 2015-22            | SUV, CUV                                | Brema (D), Pechino (CN) Pekan (MAL), Bogor (RI) Samut Prakan (T) Pune (IND) Uusikaupunki (FIN)                               |
| MRA                  | Mercedes-Benz Classe E (W213)   |          | dal 2016           | Berlina 3 volumi, SW                    | Sindelfingen (D) Pekan (MAL), Bogor (RI) Pechino (CN), Pune (IND) Samut Prakan (T) Solnečnogorsk (RUS)                       |
| MRA                  | Mercedes Classe E (W238)        |          | dal 2016           | Coupé e cabriolet                       | Brema (D) |
| MRA                  | Mercedes-Benz Classe CLS (C257) |          | dal 2018           | Coupé a 4 porte                         | Sindelfingen (D) Samut Prakan (T)                                                                                            |
| MRA                  | Mercedes-AMG GT Coupé 4         |          | dal 2018           | Coupé a 4 porte                         | Sindelfingen (D) |
| MRA2                 | Mercedes-Benz Classe C (W206)   |          | dal 2021           | Berlina 3 volumi,SW                     | Brema (D) East London (ZA)                                                                                                   |
| MRA2                 | Mercedes-Benz Classe S (W223)   |          | dal 2020           | Berlina 3 volumi, limousine             | Sindelfingen (D) Pune (IND), Bogor (IND) Samut Prakan (T)                                                                    |